# Więzadło boczne młoteczka

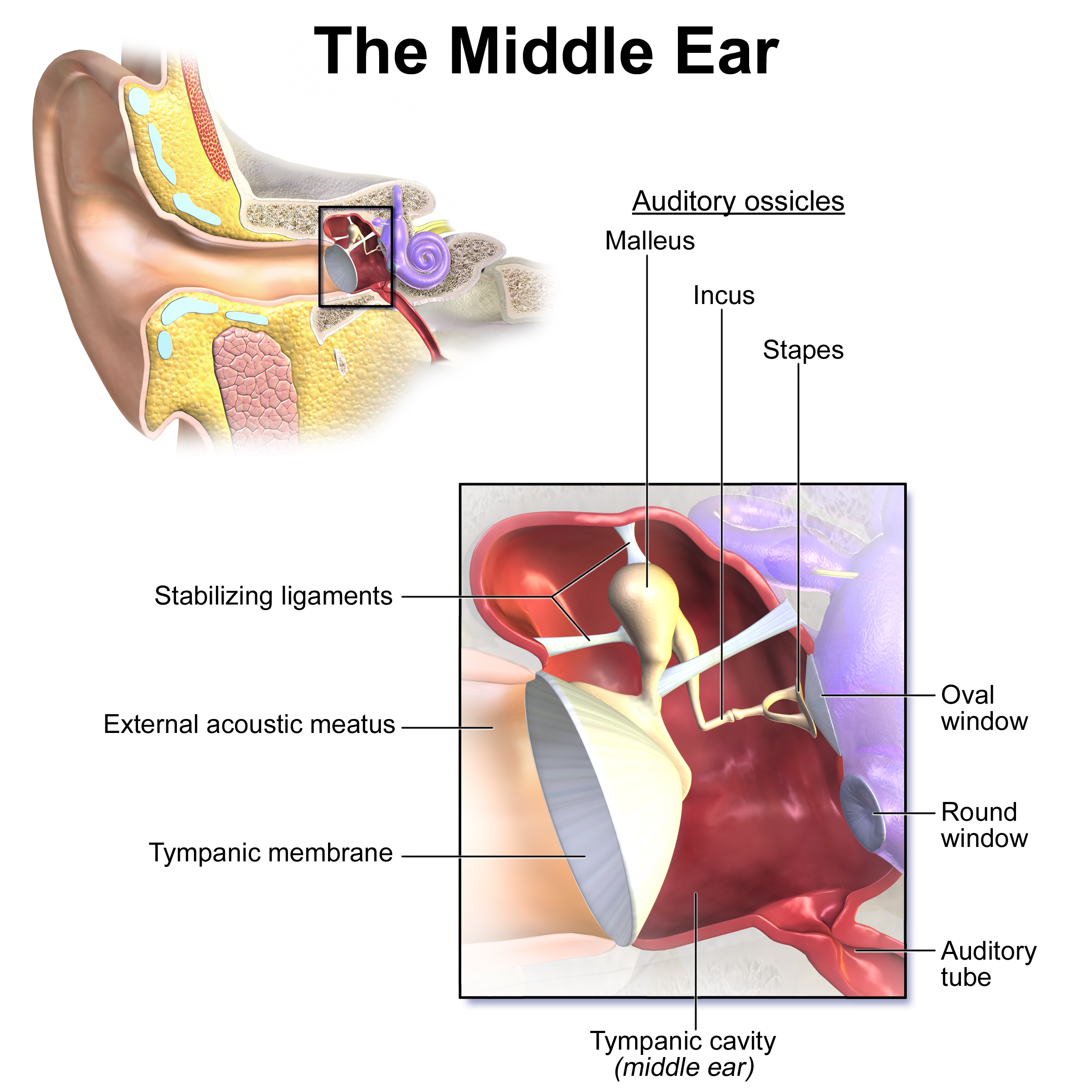
Ucho środkowe człowieka. Widoczne więzadła młoteczka.

Więzadło boczne młoteczka (łac. ligamentum mallei laterale) – w anatomii człowieka jedno z więzadeł łączących kosteczki słuchowe ze ścianami jamy bębenkowej, jedno z trzech więzadeł młoteczka. Przednia część więzadła zaczyna się na kolcu bębenkowym mniejszym, a kończy z przodu szyjki młoteczka. Z tyłu szyjki zaczyna się tylna część więzadła, kończąca się na kolcu bębenkowym większym i wcięciu bębenkowym. Część włókien biegnie też do błony bębenkowej (do jej wiotkiej części).